# Eupithecia valeria
Eupithecia valeria är en fjärilsart som beskrevs av William Schaus 1913. Eupithecia valeria ingår i släktet Eupithecia och familjen mätare. Inga underarter finns listade i Catalogue of Life.